# Мирослав Крлежа
Мирослав Крлежа (Загреб, 7. јул 1893 — Загреб, 29. децембар 1981) био је југословенски и хрватски књижевник и енциклопедиста.

## Биографија
Рођен је 1893. у Загребу, где је завршио основну школу и нижу гимназију. Средњошколско и више образовање довршио је у домобранској кадетској школи у Печују и војној академији у Будимпешти. Још као ученик гимназије, Крлежа се интересовао за друштвена и политичка питања свога времена, и из тог периода почиње његова наклоност према радничком покрету. „Као нижегимназијалци“, каже Крлежа, „ми смо залазили у ону за добре пургере тако страшну двокатницу у Илици педесет и пет, на којој се првога маја вијао црвени барјак и из које је странка са тамбурашким збором ишла на првомајску прославу у Пивовару“. Општи талас националног и општејугословенског расположења уочи ослободилачких балканских ратова понео је и младог Крлежу, и он је, као и под кровом аустро-мађарских војних школа, убеђено очекивао национални преврат који ће остварити идеју југословенског уједињења. Са таквим осећањима он је прешао у Србију с намером да као добровољац ступи у њену војску. Али српске војне власти нису разумеле младог националисту, па су га после хапшења и многих сумњичења предале аустријским властима у Земуну. Осумњичен, после тога, да је српски шпијун, Крлежа је поново ухапшен, лишен чина и, кад је отпочео Први светски рат, послат на Источни фронт у Галицију као војник. Његова лична драма, као и трагични догађаји у светској ратној катастрофи, развејали су његове младићке илузије, и он отада покушава да судбину јужнословенских народа сагледа у идеалима социјалистичке идеологије. Некада страсни обожавалац „Душанових чета“, „белих орлова“ и пијемонтске улоге Србије у остваривању националног сна и уједињењу, постао је песник „свете комуне“ која је уз тријумфалну хуку звона обарала круне и престоле.

## Књижевна активност
Крлежина књижевна активност почиње током Првог светског рата, када је још увек био наивни материјалиста, одушевљени четрдесетосмаш и кошутовац који је с радосним немиром ослушкивао пожаре на просторима Југославије. У том периоду и неколико година после рата, он је своје песничке немире обликовао „романтичним сликама и ликовима“. У тим делима је одсликана и тадашња књижевна и политичка атмосфера коју су стварале патриотске омладинске генерације. Из тог периода потичу драме Легенда, Заратустра и младић, Микеланђело Буонароти, Кристифор Колумбо, Маскерата, Адам и Ева и ратна лирика.
Мирослав Крлежа је оставио највећи опус у хрватској књижевности до данас. За 88 година живота и 66 година књижевног рада написао је педесетак збирки песама, приповедака, романа, драма, есеја, политичке публицистике, полемика, путописа, дневника, мемоара, енциклопедијских чланака: у његовом стваралаштву можемо наћи све облике књижевног изражавања.
Рат је безусловно једна од првих и најопсесивнијих Крлежиних тема, којом се интензивно бави и у песмама, и у прози, и у драмама. Његову ратну лирику („Пјесме“ I и II, 1918; „Пјесме“ III, 1919) често прожимају мотиви Голготе и Великог Петка, али из њих, каткад и пренаглашено, проговара заговорник лењинистичке идеологије, који бучним акордима проноси јеку руског Октобра 1917. Збирка приповедака „Хрватски бог Марс“ (1922; потпуна и коначна варијанта 1933), свакако једна од најснажнијих, уметнички највреднијих антиратних књига у европским књижевностима, као и драма “У логору” (у првобитној варијанти, под насловом „Галиција“ забрањена на сам дан заказане премијере, 30. децембра 1920, у београдском Народном позоришту приказана 1937), сакупиле су у својим ликовима сву трагику и све ране хрватских људи, који већ вековима ратују и крваре, увек зарад туђе користи, „као велеиздајници своје властите народности“. Али већ и у идеолошки обојеној ратној лирици има песама с дискретним, лирски цизелираним мотивима и интимистичким угођајима (“Јесења пјесма”), најављујући коначну збирку “Пјесме у тмини” (1937), збирку надахнуту хуманим грађанским саучествовањем над социјалном бедом, али без идеолошке патетике, као што одмах после првог издања „Хрватског бога Марса“ излазе најпре „Новеле“ (1924), затим „Хиљаду и једна смрт“ (1932), па опет „Новеле“ (1937), с прозом чврсто усидреном у хрватском, нарочито загребачком, (мало)грађанском животу после Првог светског рата: потврда да Крлежина литература не живи само од једностраног политичког ангажмана, него се храни и надахњује тоталитетом животних идеја и мотива, који се међусобно драматично сукобљавају; и управо тада она се објављује као велика уметност (новеле “Велики мештар свију хуља”; “Цврчак под водопадом”).
Потврђују то и „Баладе Петрице Керемпуха“ (1936), велелепно песничко дело писано (ре)конструкцијом старог кајкавског језика према језику Хабделића и Врамца, Белостенца, Миклоушића, Брезовачког и Ловренчића, језиком према коме је показивао трајну носталгију. У двадесетак песама ове збирке одвија се danse macabre хрватских кајкаваца кроз векове, у стилу Боша и Бројгела.
Мотиви свих битних Крлежиних тема, којима је испуњен највреднији део његовог песничког, прозног и драмског дела, оправдавају мисао да он, иако није био матошевац, наставља Матошевим путем. Грмео је против глупости, као и Матош, коју је препознавао и у новим друштвеним околностима, али је његова реторика била притом битно друкчија. У време друштвених промена и перманентне нестабилности, изазваних све заоштренијим политичким супротностима двадесетих и тридесетих година, које све више добијају идеолошку боју, предвиђа слом грађанског поретка, расточеног и обезвређеног малограђанским менталитетом хрватске интелигенције и моралном неосетљивошћу владајућег слоја.
Након младалачког циклуса поетско-експресионистичких драмских визија „Легенде“, који обухвата познате драме „Краљево“ (1915), „Кристифор Колумбо“ (1917) и „Микеланђело Буонароти“ (1918), затим драме „Вучјак“ (1924), која тематски и стилски стоји уз новеле „Хрватски бог Марс“, три драме из глембајевског циклуса („Господа Глембајеви“, 1929; „У агонији“, 1928; „Леда“, 1930), следећи методу ибзеновске грађанске драматургије, рашчлањују комплексне односе у једној имагинарној загребачкој породици из круга водеће финансијске олигархије. Не може се рећи да је то друштвена драма у правом смислу речи. У тадашњем Загребу тако великих финансијских магната није било. Крлежа је измислио Глембајеве и глембајевску лозу да би могао да демонстрира не само своје животне погледе, него још више литерарну методу напрегнутог психологизирања, што овај циклус, а посебно прве две драме, стилски обележава као репрезентативне примере нашег психолошког експресионизма.

## Романи
Крлежини романи се одликују следећим карактеристикама: писани бујним, барокним стилом и језиком који врви новокованицама и сложеницама, богати есејистичким одломцима у традицији средњоевропског интелектуалистичког романа (Роберт Мусил, Рајнер Марија Рилке), али и руског романа идеја карактеристичног за Достојевског, набијени су радњом и драмским сценама које се преплићу с контемплативним пасажима о природи људског постојања, уметности, политици и историји. Доминира егзистенцијалистичка визија људске судбине, изречена повишеном реториком, често пренапрегнутим и испрекиданим дијалозима, као и бујицом слика, звукова и асоцијација у којима се мешају гласови ликова и ауторов имплицитни коментар. Као есејистички романи идеја, Крлежина дела су блиска романескној струји модернизма превладавајућој у књижевности немачког језика (Томас Ман, Роберт Мусил), али се од њих разликују по драматичности радње и силовитим вртлогом политичких збивања који не допушта деташирано интелектуализирање, по чему је Крлежа сличан Артуру Кестлеру или Малроу.
Уз понешто занемарене романе „Три кавалира фрајле Меланије“ и „Вражји оток“, за Крлежину романескну уметност репрезентативна су четири дела: 
- „Повратак Филипа Латиновића“,
- „На рубу памети“,
- „Банкет у Блитви“ и
- „Заставе“.

„Повратак Филипа Латиновића“ је роман о уметнику, често довођен у везу с прустовским циклусом (Крлежа је Пруста изузетно ценио), али ближе је истини мишљење да се ради о протоегзстенцијалистичком делу сензибилитета страног француском романописцу: отуђење и мучнина, инцестуозни сексуални пориви и фрустрације, идеолошко-политички дијалози вођени на рубу хистерије, растакање свести изражено у гонгористички искривљеним реченицама које неретко крше правила конвенционалне синтаксе. То је још видљивије у сатирично-политичким романима. „На рубу памети“ је још динамичнији спој драмске радње изражене у гротескно хипертрофираним сценама и дијалошким двобојима, лирско-метафизичких солилоквијума и наглог упада кајкавског вернакулара као моралног судије целе кафкијанске море, која за тему има најотпорнију људску особину: глупост.
Следећи у низу великих романа који су настајали уочи Другог светског рата (иако је последњу књигу довршио после рата) је „Банкет у Блитви“, смештен у имагинарној балтичкој држави и бавећи се темом теме тоталитаризма и борбе против њега. Та, како су ју неки назвали, „поема о политици“, није само изузетан политички роман, него садржи и битне ауторове увиде и мишљења о детерминизму и слободи у ткању људског живота и судбине, приказаним у незаборавној сцени марионета луткарског позоришта - још један пишчев дуг средњовековној и ренесансној плебејској култури.
Четврти, најопсежнији од истакнутих Крлежиних романа, „Заставе“, истовремено је и најхрватскији и најтежи за превођење, и најтеже успоставља комуникацију с потенцијалним страним читаоцем. Тај хрватски „Рат и мир“ или summa krležiana (како су га критичари назвали), панорама је хрватског друштва уочи и после Првог светског рата, које даје коначну ауторову пресуду о заносима и заблудама младости: највише о распаду Аустроугарске, хрватском националном питању, стварању и одрживости Југославије, а садржи и Крлежину филозофију историје. Док претходни романи не захтевају од читаоца урањање у идеолошко-историјски оквир из кога је настала југословенска држава,
„Заставе“ су писане као велики солилоквијум у коме писац више уопште не хаје за жанровске конвенције ни за ефекат код читалаца. Поседњи велики роман је Крлежин обрачун, али са самим собом. Као бујица тече радња која почиње архетипским сукобом оца и сина Емеричких, и која у свом току гута конвенције, жанрове и стилове - све са циљем што пластичнијег приказа југословенске идеологије и хрватске судбине у пресудним моментима прве две деценије 20. века. Крлежу су често (наравно, док је имао статус државног писца у СФРЈ) прозивали што се није јавно дистанцирао од комунистичког тоталитаризма и што се стално враћа на „аустроугарске теме“. Та оцена је неправедна и површна. Аутор се обрачунао с тоталитаризмом, било које боје, у политичким романима. Но, његов увид да је за хрватску националну судбину важнија Југославија (као идеја) од комунизма (као идеје)- недавна прошлост, као и садашњост с разнородним западнобалканским комбинацијама светских политичких манипулатора, и након пропасти комунизма, више је него довољно потврдила. У „Заставама“ је било каква идеја југословенства темељно разорена, па су награде које је тај роман добио у време СФРЈ само знак пишчевог статуса недодирљиве величине - а, ваља рећи, и мешавине глупости и незаинтересованости југословенске политичке и културне елите, која није ни приметила сву субверзивну снагу „Застава“. (Године 1966, је роман „Заставе“ добио Његошеву награду.) Набијене политичком историјом, незаборавним ликовима и ситуацијама, проблематизирањем хрватске, српске, македонске и албанске националне судбине - „Заставе“ су истовремено и надгробни споменик југословенству и предвиђање судбине народа који су чинили ту заједницу.

## Политика
Био је од писаца којима је политика једна од магистралних тема. Политика је у позадини и оних његових дела која се не баве политиком. То су и путопис „Излет у Русију“ (1926), који је до данас изашао у више издања, увек мењан у духу актуалног политичког тренутка, и есеји „Еуропа данас“ (1935) и „Десет крвавих година“ (1937). Политичку тежину имају и његови часописи, од „Пламена“, „Књижевне републике“ (1923) и „Данаса“ (1934), до „Печата“ (1939), у коме је изашао и његов велики полемички есеј „Дијалектички антибарбарус“. Његов Предговор „Подравским мотивима“ Крсте Хегедушића (1933) довео је до разилажења с политиком комунистичких партија у уметности и књижевности, садржаном у „теорији одраза“ Тодора Павлова, а сада је, овим текстом у „Печату“, тај „сукоб на љевици“ досегао кулминацију. Ни његово лично пријатељство с Јосипом Брозом није помогло да се спор превлада, па кад је 1941. дошло до слома Југославије, стварања Независне Државе Хрватске и комунистичке оружане побуне након немачког напада на Совјетски Савез, Крлежа се није придружио својим идеолошким друговима, него је цео период грађанског рата 1941—1945. провео у Загребу, у строгој тишини, под заштитом власти Независне Државе Хрватске, које су му предлагале и сарадњу, али ју је он у два разговора са Павелићем избегао, бојећи се освете комуниста. У четвртом броју часописа „Република“, часописа за књижевност и уметност, за месец април 1954. године, штампани су његови записи из година 1916, 1919, 1920, 1921. и 1933. у којима врло погрдно пише о Србима називајући их „ушљивим балканским Циганима“ и „багром за вешала“.

## Енциклопедиста
Појавио се у јавности тек у лето 1945, као један од уредника новог часописа „Република“, у коме је обелоданио и уводни есеј „Књижевност данас“, који у најбољој шеноинској традицији оцењује путеве и задатке хрватске књижевности у новом времену. Али овим још није постигао пуну реафирмацију. Још неко време био је изолован од власти којој је желео да се покајнички приближи, па се чланком „Стаљинска побједа пред Москвом“ (у „Борби“ 1946) придружио легији понизних писаца који су славили Стаљинов гениј, а одмах после Резолуције Информбироа 1948. иступао је у осуди свега што је само годину дана раније уздизао до звезда. Показавши тако спремност да служи владајућој партијској политици, стекао је наклоност и оних људи у власти, који су дотад предњачили у осуди његовог „издајства“. То га је довело на чело Лексикографског завода у Загребу. Уз помоћ Мате Ујевића, настављајући Ујевићеву „Хрватску енциклопедију“ (1940—1945), организовао је плодну енциклопедијску производњу у неколико општих и специјализованих вишекњижних енциклопедија, и са неколико десетина замашних томова достојно развио традицију хрватске енциклопедистике, али ипак зависну од идеолошког барометра.

## Мемоари
Истовремено и плодан писац, објавио је, између осталог, изврсну мемоарску књигу „Давни дани“ (1956), рефлексивну драмску легенду „Аретеј“ (1959) и опширан роман у пет томова „Заставе“ (1969). „Давни дани“ су Крлежин повратак самом себи и својим коренима, поетска евокација властите животне драме. Њом се потврдио и као песник Загреба, задобивши оправдано место у тролисту најзагребачкијих писаца, уз Шеноу и Матоша.

## Занимљивости
Крлежа је био кум са српским писцем Драгишом Васићем (убијен у логору Стара Градишка од стране усташа). Писаћа машина коју је Крлежа поклонио Васићу данас је у власништву чачанског вајара Живорада Максимовића.

## Књижевна дела
- „Пјесме“ I и II, (1918)
- „Пјесме“ III, (1919)
- „Хрватски бог Марс“ (1922; потпуна и коначна варијанта 1933)
- „Пјесме у тмини“ (1937)
- „Новеле“ (1924)
- „Хиљаду и једна смрт“ (1932)
- „Повратак Филипа Латиновића“ (1932)
- „Новеле“ (1937)
- „Баладе Петрице Керемпуха“ (1936)
- „На рубу памети“ (1938)
- „Банкет у Блитви“ (1938), (1939), (1962)
- „Заставе“ (1969)

### Драме
- „Краљево“ (1915)
- „Кристифор Колумбо“ (1917)
- „Микеланђело Буонароти“ (1918)
- „У логору“ (1920)
- „Вучјак“ (1924)
- „Господа Глембајеви“ (1929)
- „У агонији“ (1928)
- „Леда“ (1930, у Београду приказана 1937[6])
- „Аретеј“ (1959)